# Kaiser Wilhelm der Große (Schiff, 1897)

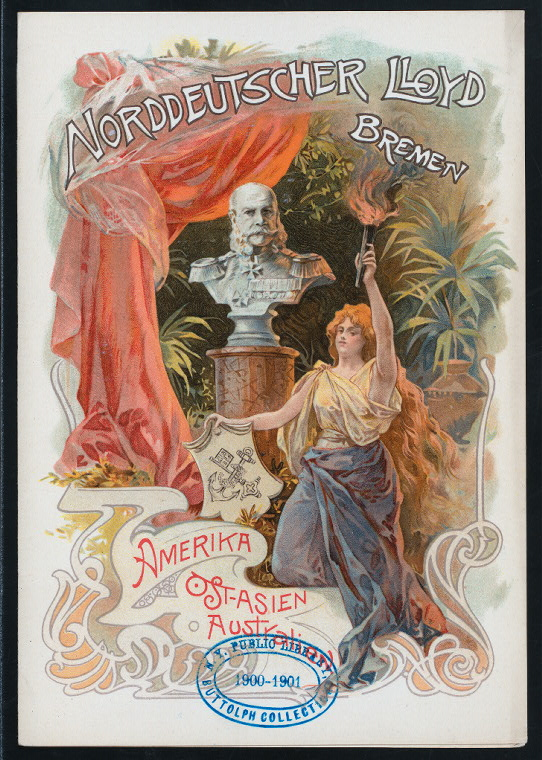
Umschlag der Speisekarte vom Karfreitag, 13. April 1900
Buttolph-Collection, New York Public Library

Die Kaiser Wilhelm der Große, benannt nach Kaiser Wilhelm I., war ein 1897 fertiggestellter Doppelschrauben-Schnelldampfer des Norddeutschen Lloyd für die Linienschifffahrt auf der Transatlantikpassage Bremerhaven–New York. Das Passagierschiff war von 1897 bis 1900 Trägerin des Blauen Bands.
Mit ihren vier Schornsteinen verkörperte sie den damals bei Reisenden gefragtesten und spektakulärsten Schiffstyp, der neueste technische Entwicklungen mit Geschwindigkeit und Luxus verband. Als erstes deutsches Schiff gewann die Kaiser Wilhelm der Große das Blaue Band für die schnellste Nordatlantiküberquerung und versah bis 1914 ihren Liniendienst. Nach Ausbruch des Ersten Weltkriegs wurde sie von der Kaiserlichen Marine zum Hilfskreuzer umgerüstet und im Handelskrieg vor der westafrikanischen Küste eingesetzt. Noch 1914 wurde sie nach einem Gefecht mit einem britischen Kreuzer von der eigenen Besatzung versenkt.
Ein Hauptaugenmerk lag auf den Sicherheitseinrichtungen. So war die Zahl der wasserdichten Schotten erstmals auf 18 Stück erhöht worden und wesentlich stärker angelegt als bis dahin üblich.
Das signifikanteste Merkmal waren aber die vier Schornsteine, mit denen der Norddeutsche Lloyd eine völlig neue Schnelldampferklasse schuf, die weltweit kopiert wurde.

## Geschichte

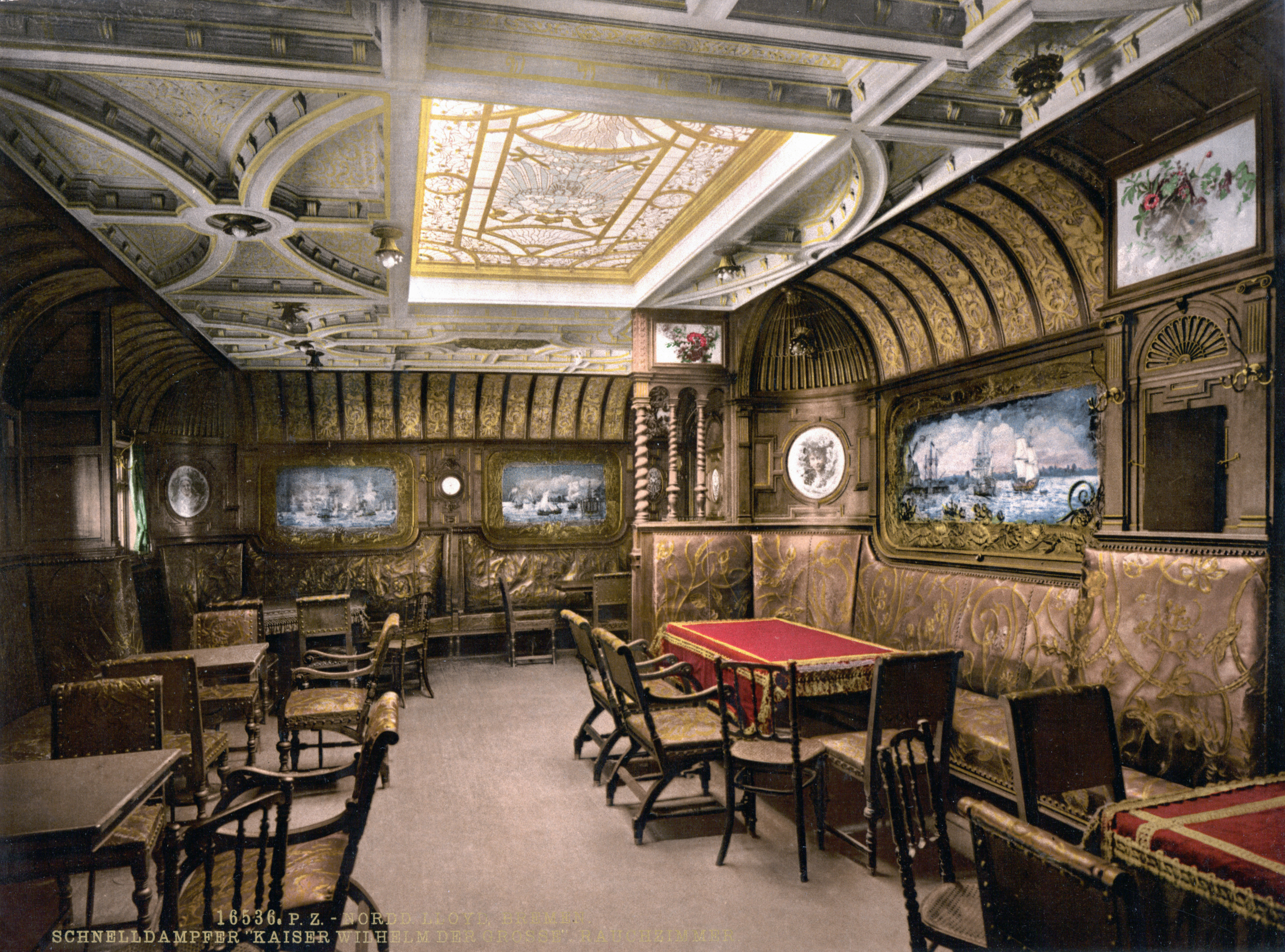
Im Rauchersalon 1. Klasse;
Photochrom Zürich, Nr. 16536

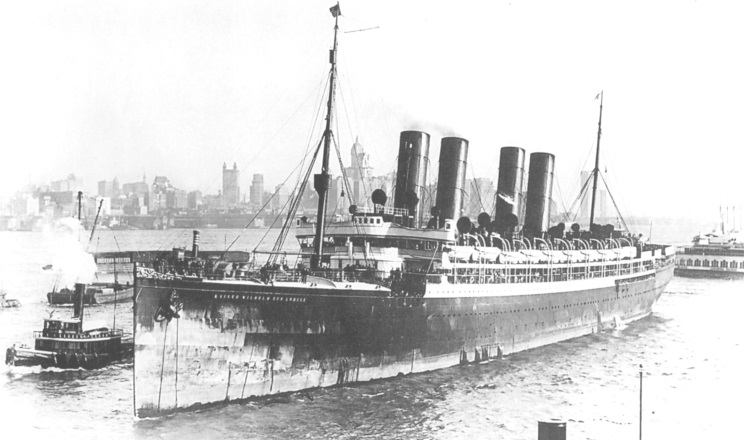
Die Kaiser Wilhelm der Große erreicht den Hafen von Hoboken. Im Hintergrund Manhattan

Nachdem sich der Norddeutsche Lloyd im Laufe der Zeit mit elf Schiffen die größte Schnelldampferflotte der Welt zugelegt hatte, war abzusehen, dass die Einschraubenschiffe im Vergleich zur internationalen Konkurrenz technisch veraltet und zu klein waren, um auf absehbare Zeit konkurrenzfähig zu sein. Das Direktorium entschloss sich, einen bedeutenden Schritt nach vorne bei der Geschwindigkeit und den Abmessungen zu gehen. Allerdings behinderte die Schleuse in Bremerhaven den Ankauf oder Bauauftrag größerer Schiffe. Erst als die Abmessungen der Schleuse verändert wurden, weil der Norddeutsche Lloyd damit drohte, die Abfertigung der Schnelldampfer zu verlegen, war der Weg für den Bau größerer Passagierschiffe frei. Der deutsche Kaiser Wilhelm II. machte seinen Einfluss geltend, um das Schiff bei einer deutschen Werft bauen zu lassen.
Das Schiff wurde 1896 bei der A.G. „Vulcan“ in Stettin auf Kiel gelegt, lief am 4. Mai 1897 vom Stapel und trat am 19. September 1897 seine Jungfernfahrt von Bremerhaven nach New York an. Der Vorstand des Lloyd hob in der Folge den „überaus gelungenen Bau“ und die „vorzüglichen Leistungen“ des Schiffes hervor.
Im November 1897 brach die Kaiser Wilhelm der Große zunächst den Rekord für die ostwärtige Transatlantikreise und vier Monate später auch den für die westwärtige Überquerung. Damit unterbot sie den bisherigen Rekord des Cunard-Liners Lucania. Im Juli 1900 nahm ihr die Deutschland der HAPAG-Reederei den ostwärtigen und im September 1903 auch den westwärtigen Rekord ab. Der Verlust des Blauen Bandes an die deutschen Schiffe veranlasste die Cunard Linie schließlich zum Bau ihrer neuen Schnelldampfer Mauretania und Lusitania, die im Gegensatz zu deutschen Schiffen nur mit großen Subventionen der britischen Admiralität gebaut werden konnten und auch dazu dienten, den neuartigen Antrieb mit Turbinen für die Royal Navy in einem großen Schiff praktisch zu erproben.
Die Kaiser Wilhelm der Große war der erste Passagierdampfer mit einer kommerziellen Anlage zur Funktelegrafie; diese wurde im Februar 1900 von der Marconi’s Wireless Telegraph Company eingebaut.
Wie auf jedem Dampfer des Lloyd fuhr auch auf der Kaiser Wilhelm der Große ein approbierter Arzt mit, der alle Patienten ohne Entgelt versorgte.

## Unfälle, Sonstiges
Am 30. Juni 1900 entkam die Kaiser Wilhelm der Große mit kleineren Schäden dem Großbrand des Piers in Hoboken. Das Feuer zerstörte die gesamten Dockanlagen des Norddeutschen Lloyd im New Yorker Hafen, wobei die Passagierschiffe Main, Bremen und Saale ausbrannten. Etwa 300 Menschen starben, darunter 161 Mann der Schiffsbesatzungen.
Im November 1906 wurde sie mittschiffs von der RMS Orinoco gerammt, als sie vor der Orinoco in deren Fahrwasser kreuzte. Dabei erlitt sie ein Leck von 21 × 8 Metern und fünf ihrer Passagiere starben. Ein Seegericht des Admiralty Court befand die Schuld vollständig bei der Kaiser Wilhelm der Große.
1914 wurde das Schiff umgebaut, um nur noch Passagiere der 3. und 4. Klasse zu befördern; damit sollte der wachsende Bedarf für Platz von Auswanderern nach Nordamerika bedient werden.

## Kriegseinsatz 1914

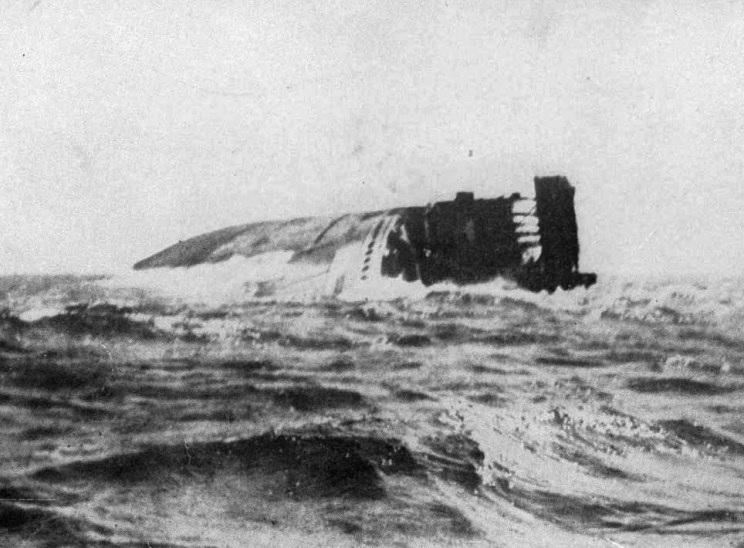
Das bis 1952 oder 1960 aus dem Wasser ragende Wrack des Schiffes.

Bei Ausbruch des Ersten Weltkriegs im August 1914 befand sich das Schiff in Bremerhaven. Die Kaiser Wilhelm der Große wurde von der Kaiserlichen Marine übernommen und zum Hilfskreuzer umgerüstet. Dazu erhielt sie einen vor dem Horizont verschwimmenden Sichtschutzanstrich und vier 10,5-cm-Schnellladekanonen.
Fregattenkapitän Max Reymann (1872–1948) gelang es, den noch nicht gänzlich geschlossenen britischen Blockadegürtel der Nordseeblockade zu durchbrechen und das Einsatzgebiet vor der Westküste Afrikas anzusteuern, um dort britische Dampfer abzufangen. Am 7. August brachte der Hilfskreuzer im Atlantik den britischen Fischdampfer Tubal Cain (227 BRT) auf, der noch am selben Tag mit Sprengpatronen versenkt wurde. Die Passagierschiffe Galician (6.757 BRT) und Arlanza (15.044 BRT) wurden unbehelligt gelassen, da Frauen und Kinder an Bord waren, deren Überschiffung sehr aufwendig gewesen wäre. Aufgebracht und versenkt wurden am 16. August die Frachtdampfer Kaipara (7.392 BRT) und Nyanga (3.066 BRT), während der britische Kohlendampfer Arucas mit einer Prisenbesatzung als Begleitschiff benutzt wurde.
Am 17. August 1914 wurde die Kaiser Wilhelm der Große knapp zwei Kilometer vor der Küste von Spanisch-Sahara bei Río de Oro von der Magdeburg und der Bethania mit neuen Kohlenvorräten versorgt, was einige Tage dauerte. Am 26. August erschien der britische Kreuzer Highflyer, der mit sechs 6-Zoll-Geschützen (15,2 cm) ausgestattet war, und eröffnete unter Missachtung der spanischen Neutralität das Feuer auf den ehemaligen Schnelldampfer. Nach einer halben Stunde hatte das deutsche Schiff seine Munition verschossen; während des Beschusses durch Highflyer waren nur zwei Besatzungsmitglieder des Hilfskreuzers gefallen. Auf Befehl des Kapitäns wurde die Kaiser Wilhelm der Große im seichten Ufergewässer durch Sprengladungen selbst versenkt. Der älteste und wohl berühmteste Vierschornsteindampfer des Lloyd kenterte über die Steuerbordseite und blieb dort aus dem Wasser ragend liegen.

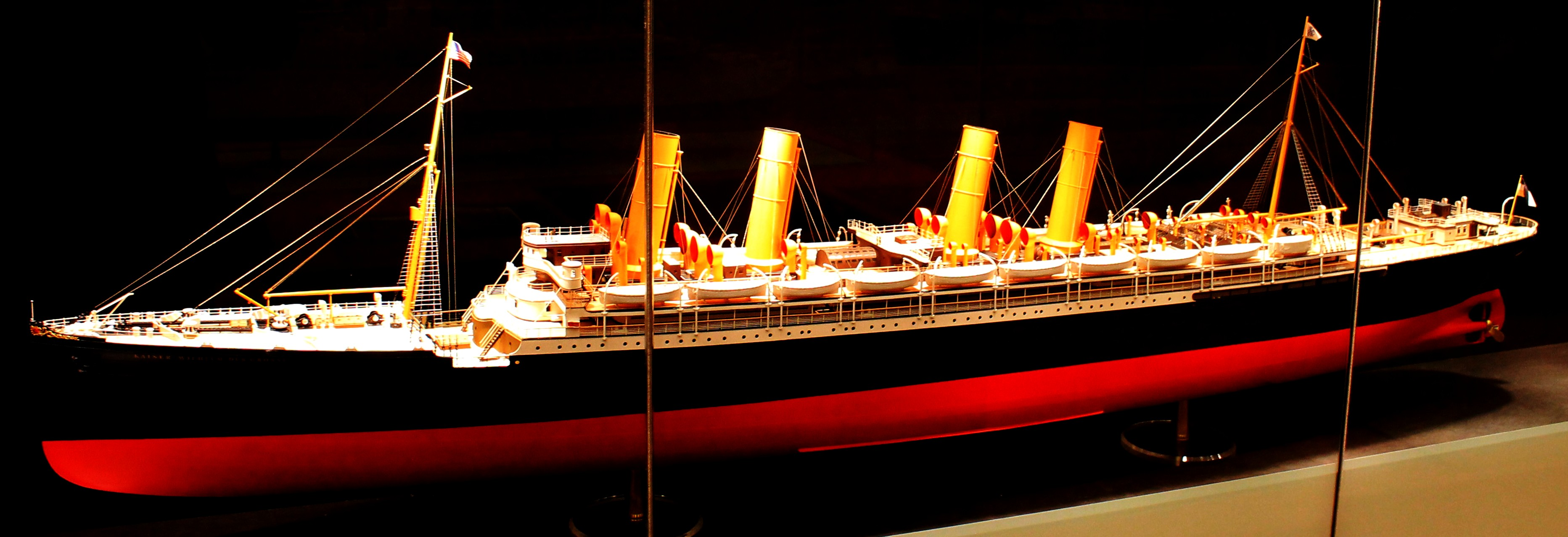
Kaiser Wilhelm der Große als Modell im Deutschen Schifffahrtsmuseum

Die Besatzung gelangte in drei Booten an Land und marschierte gut 12 km durch die Wüste zu einem spanischen Fort, wo sie aufgenommen wurde. Am 30. August fuhr die Besatzung mit einem spanischen Postdampfer nach Las Palmas, wo sie auf die Versorger Arucas und Bethania traf. Die Bethania nahm mit 350 Mann der Hilfskreuzerbesatzung Kurs auf Charleston in den neutralen Vereinigten Staaten, wurde aber in der Karibik vom britischen Panzerkreuzer HMS Essex aufgebracht. Die Bethania wurde nach Kingston/Jamaika begleitet, wo ihre Besatzung sowie die Besatzungsmitglieder des Hilfskreuzers während der Kriegsdauer in Kriegsgefangenschaft verblieben.
Das Wrack blieb an der Untergangsstelle bis 1952 oder nach einer anderen Quelle bis 1960 liegen. Erst dann wurde das Schiff verschrottet.

## Entdeckung von Wrackteilen 2013
Die Organisation „Selam“ entdeckte im September 2013 bei einer Tauchexpedition zahlreiche Überreste der Kaiser Wilhelm der Große an der Untergangsstelle. Unter anderem wurde eine Filmaufnahme des gut erhaltenen Namenszuges am Bug angefertigt.

## Die Schnelldampferklasse (Kaiserklasse) des Norddeutschen Lloyd vor 1914
Alle vier Dampfer dieser Klasse besaßen vier Schornsteine mit einer entsprechenden Antriebskraft.
- Kaiser Wilhelm der Große (1897 bis 1914; 22,35 kn Maximalgeschwindigkeit,[7] Blaues-Band-Gewinner)
- Kronprinz Wilhelm (1901 bis 1923; Schwesterschiff der Kaiser Wilhelm der Große; 23,51 kn Maximalgeschwindigkeit, Blaues-Band-Gewinner)
- Kaiser Wilhelm II. (1902 bis 1940; 23,58 kn Maximalgeschwindigkeit, Blaues-Band-Gewinner)
- Kronprinzessin Cecilie (1907 bis 1940; 23,6 kn Maximalgeschwindigkeit)